# Cork International Film Festival
Il Cork International Film Festival è un festival cinematografico competitivo dedicato al cinema irlandese e internazionale. Istituito nel 1956, è uno degli eventi di cinema più antichi in Europa e il più antico in Irlanda. Durante i dieci giorni di rassegna pubblica viene dato ampio spazio alla presentazione di finzione, documentari, cortometraggi e film animati. Il programma del festival include inoltre il Talent Development Campus, ossia una serie di attività formative e sperimentali per registi esordienti. Durante la cerimonia di chiusura, vengono premiati anche i video musicali.